# Money Can't Buy (Ne-Yo)
Money Can't Buy è un brano musicale del cantante statunitense Ne-Yo, estratto come singolo d'anticipazione dall'album Non-Fiction. Pubblicato il 23 gennaio 2015 dalla Motown Records, il brano musicale è in collaborazione con il rapper Jeezy; presenta sonorità R&B e rap.
Il brano utilizza un'interpolazione del brano del 1974 Be Thankful for What You Got, di William DeVaughn, e campiona elementi da Nothing Can Stop Me di Marilyn McCoo e Billy Davis, Jr..

## Il brano

### Testo
Il brano è stato scritto e prodotto da Ne-Yo. Nella canzone il cantante parla rivolgendosi a una ragazza dicendole che lui possiede il denaro e che conosce il valore delle cose, dicendole che con alcune sue caratteristiche e atteggiamenti si accorge che ci sono cose che il denaro non può comprare.

## Classifiche
| Classifica        | Posizione più alta |
| ----------------- | ------------------ |
| Stati Uniti       | 117                |
| Stati Uniti (R&B) | 41                 |